# СПК-5
СПК-5 — советский самоходный стреловой поворотный кран, создан на базе танка Т-34 в КБ Завода №183.

## Описание конструкции
Машина создана на базе танков Т-34, проходивших переоборудование на танковых ремонтных заводах. В экипаж входили два человека.

### Броневой корпус и башня
В результате переоборудования башня Т-34 демонтировалась, а на крыше корпуса устанавливалась полноповоротная установка с крановой стрелой. Грузоподъёмность стрелы составляла 5 т. В корме устанавливалась грузовая площадка. На вертикальных бортовых листах устанавливались механизмы выключения подвесок передних и задних опорных катков.

### Двигатель и трансмиссия
В качестве силовой установки использовался дизельный двигатель В-2-34Кр мощностью 500 л.с. Основное отличие от базового варианта, используемого на Т-34, являлось наличие механизма отбора мощности.

### Ходовая часть
Ходовая часть также проходила модернизацию. Для обеспечения устойчивости корпуса машины при работе крана были введены механизмы отключения подвесок опорных катков.

## Модификации
СПК-5/10 — модернизация СПК-5, созданная в 1953 году. Машина дополнительно оснащалась приспособлением ПБ-3, благодаря которому была увеличена грузоподъёмность крановой стрелы до 10 т.

## Операторы
- СССР
- Пакистан — 2 единицы СПК-5 поставлены из СССР в 1966 году[3]

## Сохранившиеся экземпляры
- Израиль — Музей Сил обороны Израиля в Тель-Авиве
- Украина — Киевский музей Великой Отечественной войны
- Россия — Село Сеяха Ямальского района[4]